# Koalicja PiS-Samoobrona-LPR
Koalicja PiS-Samoobrona-LPR – koalicja rządowa o profilu katolicko-narodowo-konserwatywno-ludowym powstała 5 maja 2006. Istniejąca do sierpnia 2007, z krótką przerwą na jesieni 2006.
Początkowo do koalicji miały wejść tylko trzy ugrupowania: PiS, Samoobrona RP oraz byli posłowie LPR zrzeszeni w Narodowym Kole Parlamentarnym. Liderzy tych trzech ugrupowań podpisali umowę koalicyjną 28 kwietnia 2006. 5 maja 2006 do koalicji dołączyła Liga Polskich Rodzin. Wbrew wcześniejszym zapowiedziom do koalicji nie weszło Polskie Stronnictwo Ludowe. Rząd miał większość w Sejmie, ponieważ koalicja gwarantowała głosy 238 posłów, a potrzeba ich 231.

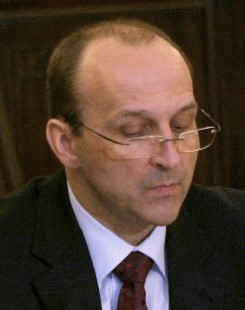
Kazimierz Marcinkiewicz – premier w latach 2005-06 z ramienia PiS

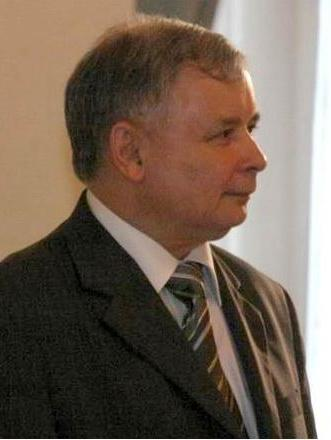
Jarosław Kaczyński – premier w latach 2006-07 z ramienia PiS, prezes partii PiS od 2003

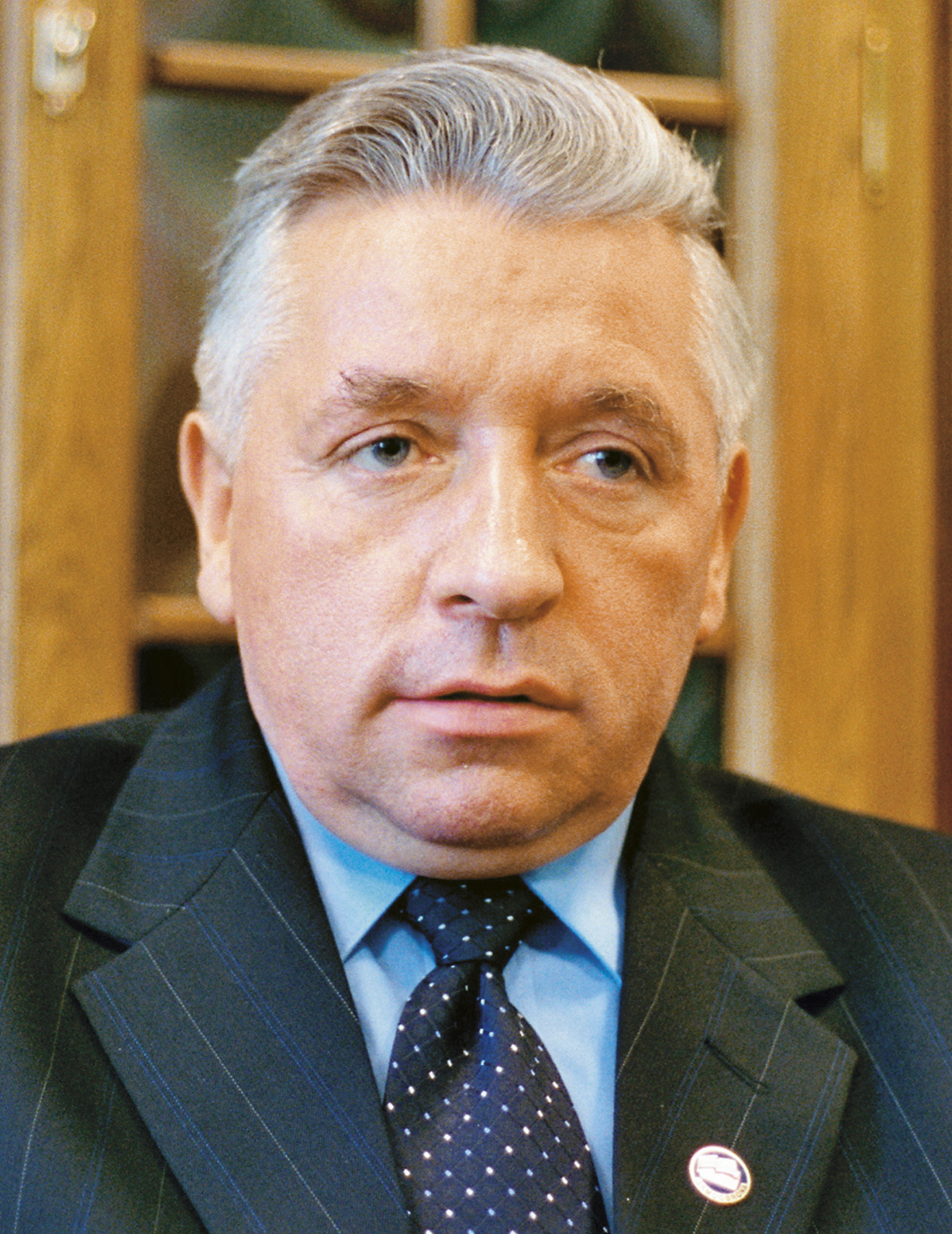
Andrzej Lepper – wicepremier w latach 2006-07 (z przerwą od 22.09 do 16.10.2006), wicemarszałek sejmu w latach 2005-06 i prezes partii Samoobrona RP w latach 1992-2011

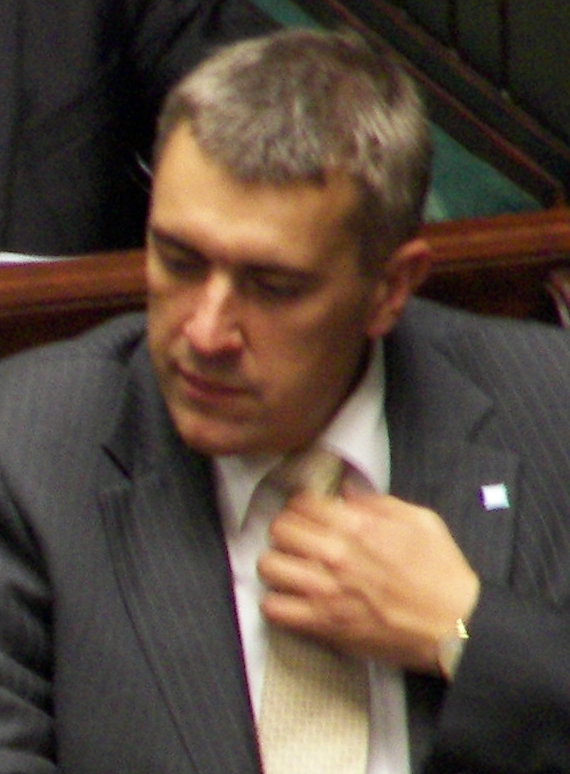
Roman Giertych – wicepremier w latach 2006-07 i prezes partii LPR w tychże latach

Samoobrona RP w rządzie otrzymała 3 resorty: Ministerstwo Rolnictwa i Rozwoju Wsi (Andrzej Lepper), Ministerstwo Pracy i Polityki Społecznej (Anna Kalata) i wyodrębnione z Ministerstwa Transportu i Budownictwa – Ministerstwo Budownictwa (Antoni Jaszczak, następnie Andrzej Aumiller). Dla LPR przypadły dwa ministerstwa – Ministerstwo Edukacji Narodowej (Roman Giertych) oraz Ministerstwo Gospodarki Morskiej (Rafał Wiechecki). Bogusław Kowalski z Narodowego Koła Parlamentarnego został natomiast wiceministrem transportu.
W podpisanej przez koalicjantów deklaracji programowej Solidarne państwo znalazły się założenia programowe koalicji i zadania, jakie przed sobą postawili jej twórcy. Wśród celów sojuszu PiS, Samoobrony RP, LPR i NKP znalazły się m.in.:
- powołanie Centralnego Biura Antykorupcyjnego,
- likwidacja Wojskowych Służb Informacyjnych,
- wprowadzenie sądów 24-godzinnych,
- realizacja programu Taniego Państwa,
- przeprowadzenie lustracji oraz lustracji majątkowej,
- rozszerzenie ulg podatkowych,
- wprowadzenie paliwa rolniczego,
- efektywna polityka prorodzinna,
- opracowanie Narodowego Programu Gospodarki Wodnej.

We wrześniu 2006 w koalicji doszło do kryzysu, spowodowanego m.in. przez spór Andrzeja Leppera i Wojciecha Mojzesowicza o kształt polityki rolnej rządu, żądanie przez Samoobronę RP większego wpływu na resorty siłowe, służby specjalne i ministerstwo finansów oraz różnice zdań co do projektu budżetu na 2007.
W wyniku tego sporu, 22 września 2006 odwołany z rządu został wicepremier Andrzej Lepper a Klub Parlamentarny Samoobrony RP ogłosił wyjście z koalicji rządowej. Liderzy PiS usiłowali wówczas przekonać do poparcia rządu PSL oraz klub parlamentarny Ruchu Ludowo-Narodowego, złożonego głównie z byłych posłów LPR i Samoobrony RP.
Tworzenie nowej większości prawdopodobnie zatrzymała afera taśmowa – ujawnione przez Renatę Beger nagrania, pokazujące jak liderzy PiS – m.in. Adam Lipiński proponowali posłom poparcie koalicji w zamian za korzyści takie jak stanowiska rządowe i miejsca na listach wyborczych.
16 października 2006 prezydent ponownie powołał Andrzeja Leppera na urząd wicepremiera i Samoobrona RP wróciła do koalicji. Ponowny kryzys we współpracy wywołała ponowna dymisja Andrzeja Leppera z dnia 9 lipca 2007. Miała ona związek z oskarżeniami wobec Leppera o udział w tzw. aferze gruntowej i akcji CBA, które zatrzymało pod zarzutem płatnej protekcji Piotra R. i Andrzeja K..
Nastąpił kilkutygodniowy spór Samoobrony RP z PiS dotyczący oceny akcji CBA, zakończony 13 sierpnia 2007, gdy Jarosław Kaczyński zerwał koalicję i odwołał z rządu wszystkich ministrów z LPR i Samoobrony RP.

## Rząd Kazimierza Marcinkiewicza w dniu zaprzysiężenia 31 października 2005
- Kazimierz Marcinkiewicz (PiS) – prezes Rady Ministrów
- Ludwik Dorn (PiS) – minister spraw wewnętrznych i administracji
- Teresa Lubińska – minister finansów
- Grażyna Gęsicka – minister rozwoju regionalnego
- Krzysztof Jurgiel (PiS) – minister rolnictwa i rozwoju wsi
- Tomasz Lipiec – minister sportu
- Stefan Meller – minister spraw zagranicznych, przewodniczący Komitetu Integracji Europejskiej
- Krzysztof Michałkiewicz (PiS) – minister pracy i polityki społecznej
- Andrzej Mikosz – minister skarbu państwa
- Jerzy Polaczek (PiS) – minister transportu i budownictwa
- Zbigniew Religa (Partia Centrum) – minister zdrowia
- Michał Seweryński – minister edukacji i nauki
- Radosław Sikorski (PiS) – minister obrony narodowej
- Jan Szyszko (PiS) – minister środowiska
- Kazimierz Michał Ujazdowski (PiS) – minister kultury i dziedzictwa narodowego
- Zbigniew Wassermann (PiS) – minister, koordynator służb specjalnych
- Piotr Woźniak (PiS) – minister gospodarki
- Zbigniew Ziobro (PiS) – minister sprawiedliwości

## Rząd Jarosława Kaczyńskiego w dniu zaprzysiężenia 14 lipca 2006
- Jarosław Kaczyński (PiS) – prezes Rady Ministrów
- Ludwik Dorn (PiS) – wiceprezes Rady Ministrów, minister spraw wewnętrznych i administracji
- Roman Giertych (LPR) – wiceprezes Rady Ministrów, minister edukacji narodowej
- Andrzej Lepper (Samoobrona) – wiceprezes Rady Ministrów, minister rolnictwa i rozwoju wsi
- Anna Fotyga (PiS) – minister spraw zagranicznych, przewodnicząca Komitetu Integracji Europejskiej
- Grażyna Gęsicka (w dniu zaprzysiężenia bezpartyjna, potem wstąpiła do PiS) – minister rozwoju regionalnego
- Przemysław Gosiewski (PiS) – minister-członek Rady Ministrów, przewodniczący Komitetu Stałego Rady Ministrów
- Wojciech Jasiński (PiS) – minister skarbu państwa
- Antoni Jaszczak (PSL i Samoobrona, z rekomendacji Samoobrony) – minister budownictwa
- Anna Kalata (Samoobrona) – minister pracy i polityki społecznej
- Stanisław Kluza (bezpartyjny) – minister finansów
- Tomasz Lipiec (PiS) – minister sportu
- Jerzy Polaczek (PiS) – minister transportu
- Zbigniew Religa (Partia Centrum) – minister zdrowia
- Michał Seweryński (bezpartyjny) – minister nauki i szkolnictwa wyższego
- Radosław Sikorski (bezpartyjny) – minister obrony narodowej
- Jan Szyszko (PiS) – minister środowiska
- Kazimierz Michał Ujazdowski (PiS) – minister kultury i dziedzictwa narodowego
- Zbigniew Wassermann (PiS) – minister-członek Rady Ministrów, koordynator służb specjalnych
- Rafał Wiechecki (LPR) – minister gospodarki morskiej
- Piotr Woźniak (PiS) – minister gospodarki
- Zbigniew Ziobro (PiS) – minister sprawiedliwości, prokurator generalny